# Centrala griftegårdarna
Centrala griftegårdarna är en begravningsplats i centrala Linköping, bestående av sex sammanhängande griftegårdar.
Den äldsta delen, Gamla griftegården, invigdes 1811. Den har ritats av Fredrik Magnus Piper. De övriga delarna har fått namn efter väderstrecken. Malmslättsvägen skiljer de två norra griftegårdarna från resten.
På de Centrala griftegårdarna finns två kapell, Uppståndelsens kapell på Västra griftegården och Alla helgons kapell på Norra griftegården.

## Griftegårdarna
- Gamla griftegården. Består av sex kvarter, varav ett heter Sankt Lars och övriga är numrerade.
- Norra griftegården, ligger norr om gamla griftegården och Malmslättsvägen. Består av åtta kvarter.
- Västra griftegården, ligger mellan gamla griftegården och Johannesborgsparken. Består av åtta kvarter och Västra minneslunden.
- Östra griftegården, ligger mellan gamla griftegården och Kaserngatan. Består av tre kvarter.
- Södra griftegården, ligger mellan gamla griftegården och Fridtunagatan. Består av åtta kvarter och Södra minneslunden.
- Nya norra griftegården, ligger väster om Norra griftegården. Består av fyra kvarter.

## Gravsatta
Fler nämnvärda Linköpingsbor är begravda på Centrala griftegårdarna. Det gäller i synnerhet Gamla och Norra griftegårdarna där man kan finna flera framstående personer från 1800-talet och första halvan av 1900-talet. Här finns även familjegravar för släkter som Wallenberg och Lidman.

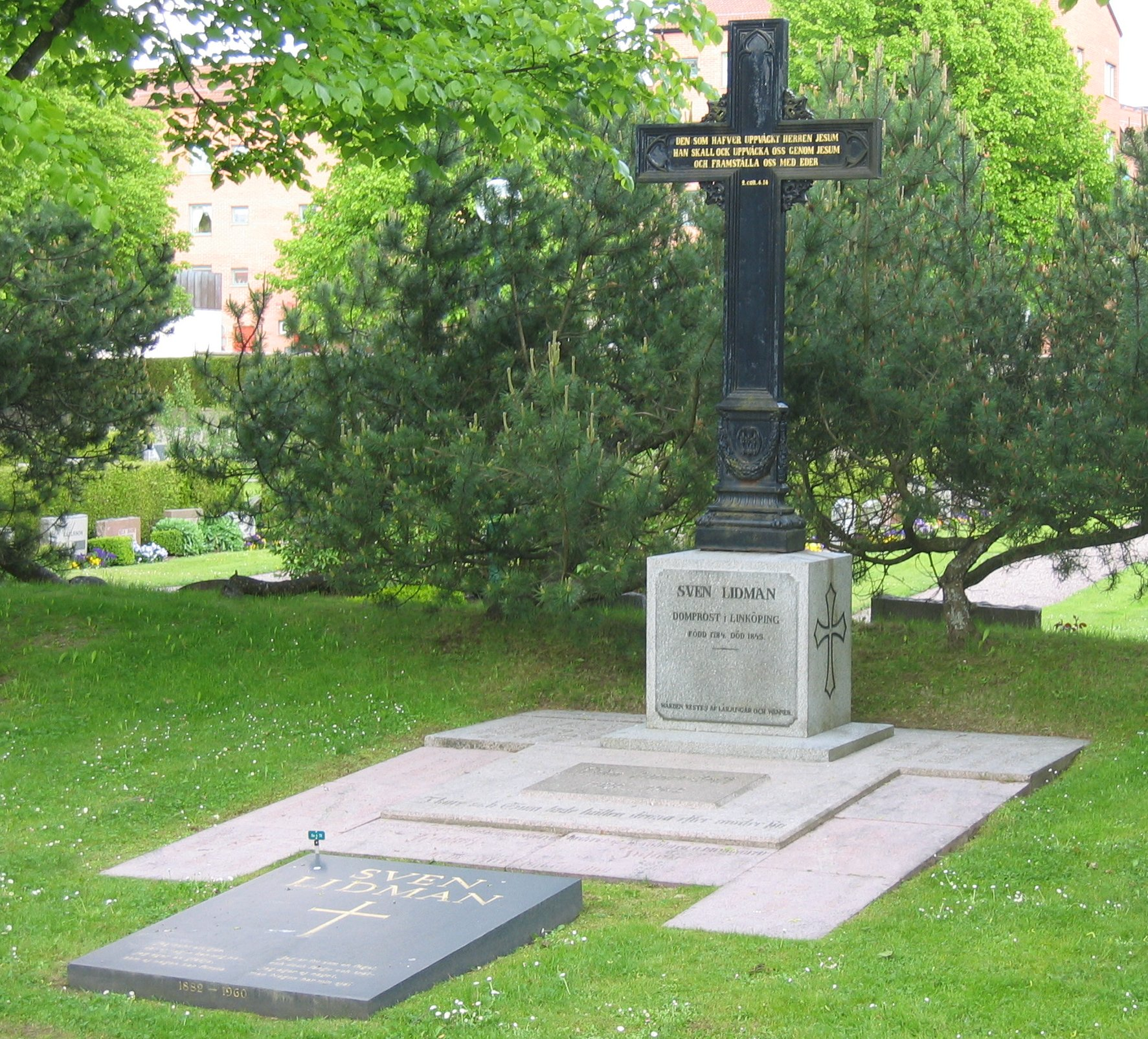
Lidmans familjegrav
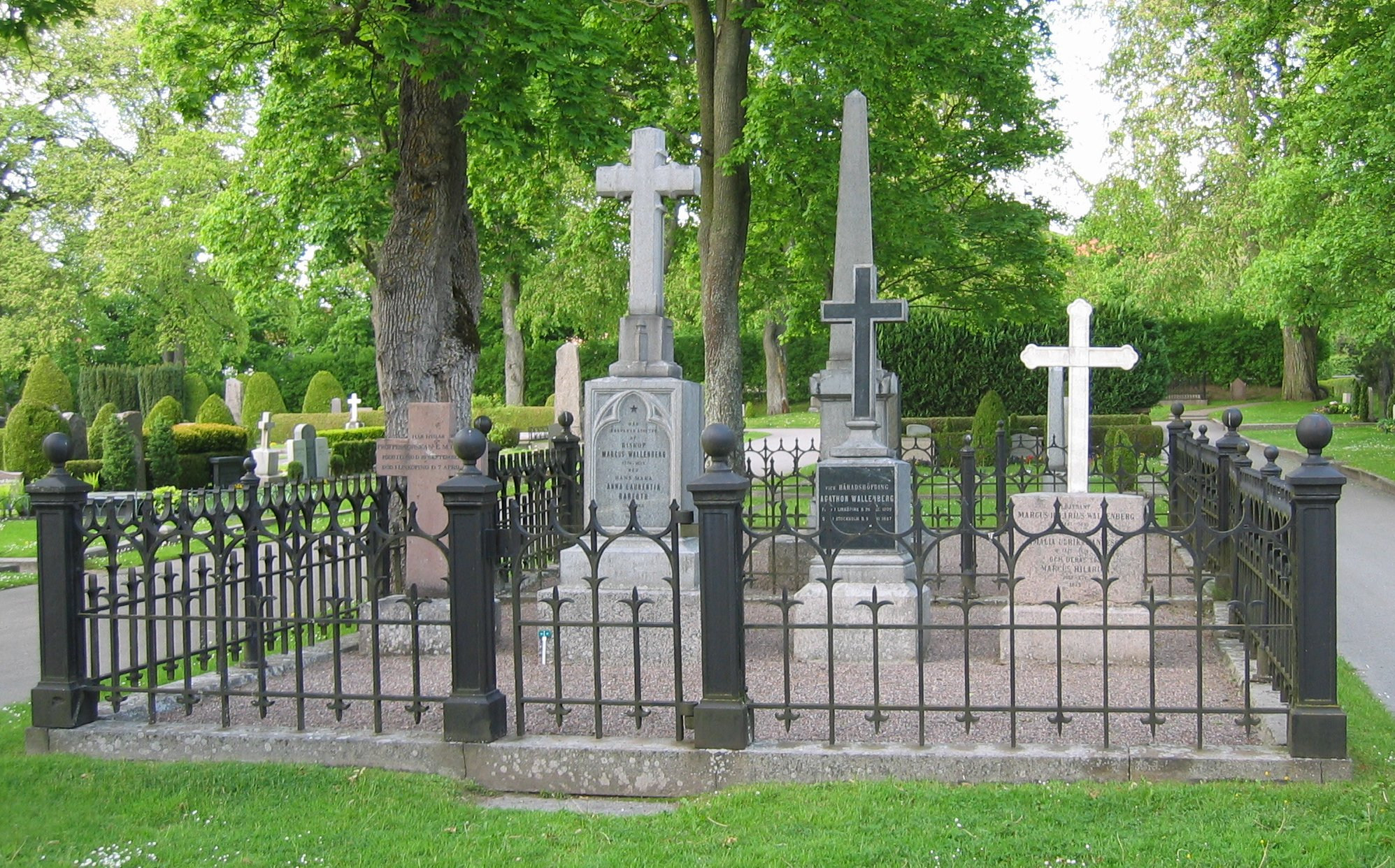
Wallenbergs familjegrav
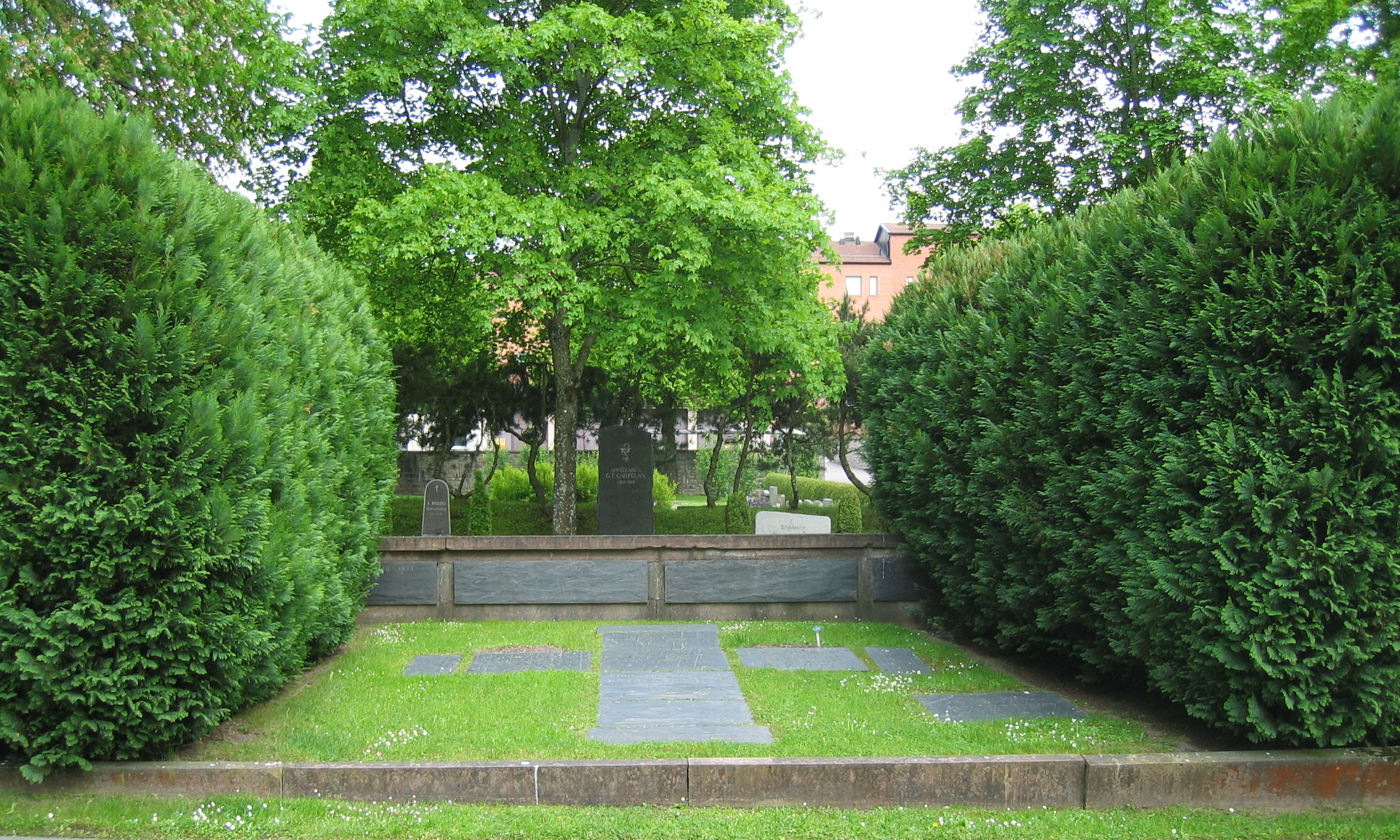
Ridderstads familjegrav
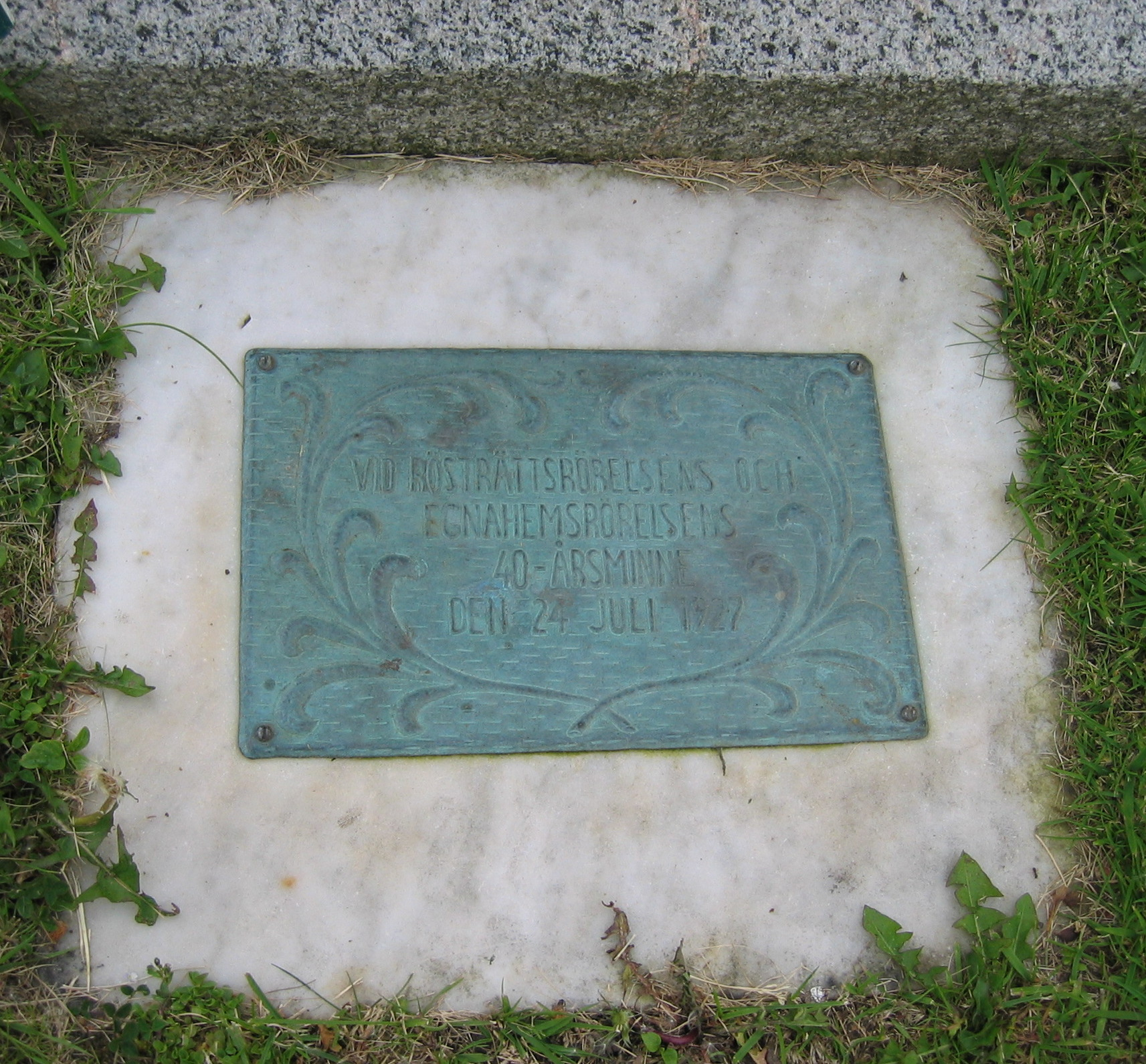
Isidors Kjellbergs gravplatta